# 阿尔金山碱茅
阿尔金山碱茅（学名：Puccinellia arjinshanensis）为禾本科碱茅属下的一个种。